# Mydaea brunneipennis
Mydaea brunneipennis este o specie de muște din genul Mydaea, familia Muscidae, descrisă de Wei în anul 1994.
Este endemică în Guizhou. Conform Catalogue of Life specia Mydaea brunneipennis nu are subspecii cunoscute.